# Copa UFL
La Copa UFL fue un torneo de fútbol a nivel de clubes que se rebaaliza en las Filipinas y que era organizado por la Football Alliance Group.

## Historia
El torneo fue creado en el año 2009 con el nombre UFL–LBC Cup y los equipos participantes son los de la UFL Division 1 y la UFL Division 2, aunque en ella puede participar cualquier equipo que no pertenesca a alguna de esas ligas siempre y cuando cumpla con los requerimientos de la Football Alliance Group, quien organizaba el torneo.

## Formato
El torneo al principio se realizaba entre los meses de octubre y diciembre, pero luego lo pasaron a los meses de mayo a agosto para estar al parejo con el calendario del Sureste de Asia.
Los equipos son divididos en 4 grupos de 5 equipos cada uno, donde los dos mejores avanzan a una fase de eliminación directa hasta determinar al campeón.
En la edición de 2011 se realizó la primera transmisión del torneo por televisión luego de que la empresa AKTV firmó un contrato multimillonario de 5 años con la UFL por los derechos televisivos.

## Desaparición
La última edición del torneo fue en 2016, y en 2018 el torneo fue reemplazado por la Copa Paulino Alcántara.

## Títulos por equipo
| Club                 | Campeón | Años Campeón | Finalista | Años Finalista |
| -------------------- | ------- | ------------ | --------- | -------------- |
| Philippine Air Force | 2       | 2009, 2011   | 1         | 2010           |
| Global               | 2       | 2010, 2016   | 1         | 2012           |
| Loyola               | 1       | 2013         | 1         | 2011           |
| Stallion             | 1       | 2012         | 0         |                |
| Kaya                 | 1       | 2015         | 0         |                |
| Ceres                | 0       |              | 2         | 2015, 2016     |
| Philippine Army      | 0       |              | 1         | 2009           |
| Pachanga Diliman     | 0       |              | 1         | 2013           |

## Goleadores por edición
| Año  | Nombre             | Club                 | Goals |
| ---- | ------------------ | -------------------- | ----- |
| 2009 | Yanti Barsales     | Philippine Air Force | 8     |
| 2010 | Izzeldin Elhabbib  | Global               | 8     |
| 2011 | Phil Younghusband  | Loyola               | 25    |
| 2012 | Phil Younghusband  | Loyola               | 10    |
| 2013 | Phil Younghusband  | Loyola               | 21    |
| 2015 | Tishan Hanley      | Kaya                 | 15    |
| 2016 | Robert Lopez Mendy | Kaya                 | 11    |